# Gabriel del Orbe
Gabriel del Orbe Castellanos (nacido el 18 de marzo de 1888 en Moca, República dominicana, y fallecido el 5 de mayo de 1966 en Concepción de La Vega) fue un violinista, pianista y compositor dominicano. Compuso sobre todo varias canciones y piezas para violín y piano.

## Biografía
Gabriel del Orbe Castellanos era hijo del músico Manuel María del Orbe y de Carolina Castellanos Fondeur —hija de Julio José Fructuoso Castellanos de Peña y de Bernardina Fondeur Castro (quien era hija del francés Furcy Fondeur y de Jacinta Castro)—, Del Orbe era sobrino segundo del presidente dominicano Rafael F. Bonnelly Fondeur y primo tercero del geólogo y biólogo Eugenio de Jesús Marcano Fondeur.
Del Orbe comenzó a estudiar el violín con su padre desde la edad de tres años. El 9 de marzo de 1896, a escasos días de cumplir 8 años, comenzó los cursos de música a Santiago de Chile de los Caballeros. Talentoso para el violín, inició una gira en Latinoamérica como joven prodigio virtuoso. Tocó en Caracas (Venezuela), luego en el Teatro Nacional de Cuba en La Habana, en Puerto Príncipe (Haití) y en el Palacio de Gobierno de San Juan.
En 1907, integró la Escuela superior de música de Leipzig en Alemania. En 1909, es aceptado como alumno de la prestigiosa Academia de los artes de Berlín. Tuvo como profesor de violín el maestro violinista francés Henri Marteau.
En 1936, Gabriel 
del Orbe estuvo acompañado por la violinista haitiana Carmen Brouard durante un concierto dado en Puerto Príncipe, bajo el patrocinio del presidente de Haití Sténio Vincent en el club Cercle Port- Au-Princien. Gabriel del Orbe escribió: "Estoy encantado de haber tenido el honor de hacer el conocimiento de una artista como Madame Carmen Brouard,un orgullo de nuestra raza...". Su hermano Carl Brouard escribió más tarde: "Mi hermana Carmen, tus dedos aéreos que acompañaban el guapo artista Gabriel del Orbe habían cesado apenas de volar sobre las blancas teclas que al Cercle Port-Au-Princien, hasta tres horas de la mañana, aquellos y las que se dicen tus amigos te rasgaban a guapos dientes...Callado los sabidos y guardaste tu sonrisa serena que responde con cortesía a los más sinceros cumplidos...".